# Royal Enfield Meteor
Die Royal Enfield Meteor ist ein Cruiser-Motorrad des zum Eicher-Konzern gehörenden indischen Herstellers Royal Enfield.

## Antrieb
Für die Meteor konstruierte Royal Enfield einen neuen luftgekühlten Einzylindermotor mit obenliegender Nockenwelle. Die Nockenwelle wird über eine Kette angetrieben und betätigt über Kipphebel in V-Form hängende Ventile. Der mit 85,8 mm Hub und 72 mm Bohrung langhubig ausgelegte Motor hat 349 cm³ Hubraum und erreicht eine maximale Leistung von 15 kW (20,4 PS) bei 6100/min. Der Motor und ein Fünfganggetriebe sind in einem gemeinsamen Gehäuse untergebracht. Die Mehrscheibenkupplung läuft im Ölbad. Das Hinterrad wird über eine Kette angetrieben. Der Tank fasst 15 l.

## Rahmen und Fahrwerk
Die Meteor hat einen Halb-Doppelschleifenrohrrahmen (mit gegabeltem Unterrohr). Eine 41-mm-Teleskopgabel mit 130 mm Federweg führt das Vorderrad, hinten ist es eine Schwinge mit zwei Feder-Dämpfer-Einheiten. Das Vorderrad hat die Reifengröße 100/90–19", das Hinterrad 140/70–17". Beide Räder haben Scheibenbremsen, vorn mit 300 mm Durchmesser, hinten 280 mm. Die Bremse arbeitet mit einem Zweikanal-Antiblockiersystem.